# Дамбак
Дамба́к (фр. Dambach) — коммуна на северо-востоке Франции в регионе Гранд-Эст (бывший Эльзас — Шампань — Арденны — Лотарингия), департамент Нижний Рейн, округ Агно-Висамбур, кантон Рейшсоффен. До марта 2015 года коммуна административно входила в состав упразднённого кантона Нидербронн-ле-Бен (округ Агно).
Площадь коммуны — 30,5 км², население — 755 человек (2006) с тенденцией к росту: 781 человек (2013), плотность населения — 25,6 чел/км².

## Население
Население коммуны в 2011 году составляло 796 человек, в 2012 году — 795 человек, а в 2013-м — 781 человек.
| 1962 | 1968 | 1975 | 1982 | 1990 | 1999 | 2006 | 2008 | 2011 | 2012 | 2013 |
| ---- | ---- | ---- | ---- | ---- | ---- | ---- | ---- | ---- | ---- | ---- |
| 574  | 633  | 679  | 652  | 702  | 729  | 755  | 767  | 796  | 795  | 781  |

Динамика населения:

## Экономика
В 2010 году из 523 человек трудоспособного возраста (от 15 до 64 лет) 374 были экономически активными, 149 — неактивными (показатель активности 71,5 %, в 1999 году — 69,3 %). Из 374 активных трудоспособных жителей работали 329 человек (185 мужчин и 144 женщины), 45 числились безработными (16 мужчин и 29 женщин). Среди 149 трудоспособных неактивных граждан 28 были учениками либо студентами, 72 — пенсионерами, а ещё 49 — были неактивны в силу других причин.